# Pärna (Hiiumaa)
Pärna (Duits: Perna) is een plaats in de Estlandse gemeente Hiiumaa, provincie Hiiumaa. De plaats heeft de status van dorp (Estisch: küla).
Pärna lag tot in oktober 2017 in de gemeente Emmaste. In die maand ging de gemeente op in de fusiegemeente Hiiumaa.

## Bevolking
De ontwikkeling van het aantal inwoners blijkt uit het volgende staatje:
| Jaar            | 2000 | 2011 | 2017 | 2019 | 2021 |
| --------------- | ---- | ---- | ---- | ---- | ---- |
| Aantal inwoners | 23   | 15   | 30   | 28   | 25   |

## Geografie
Pärna ligt aan de zuidwestkust van het eiland Hiiumaa, direct aan de Oostzee. De plaats heeft een haven, die echter doorgaans Sõru sadam (‘haven van Sõru’) wordt genoemd, naar het buurdorp Sõru. Vanuit deze haven, die is aangelegd vlak voordat de Eerste Wereldoorlog uitbrak, wordt een veerdienst onderhouden met de haven van Triigi op het eiland Saaremaa. Het veer, dat ook toegankelijk is voor auto's, vaart het hele jaar door, maar in de wintermaanden is de frequentie lager. De haven is toegankelijk voor schepen met een diepgang tot ca. 4,5 meter.
In de omgeving van de haven ligt het Sõru muuseum, dat een beeld geeft van het leven aan de kust van Hiiumaa. Bij de haven staat het houten beeld Mereema (‘Moeder van de zee’), gemaakt door Ivo Mänd.

## Geschiedenis
Pärna werd in 1614 voor het eerst genoemd als Perma Matz, een boerderij op het landgoed van Großenhof (Suuremõisa). In 1615 heette ze Perema Matz, in 1622 Pärema Matz en in 1636 Perna Matz. In 1726 werd ze genoemd als dorp. Vanaf 1796 lag Pärna op het landgoed van Emmast (Emmaste).
Tussen 1977 en 1997 maakte Pärna deel uit van het buurdorp Sõru.

## Foto's

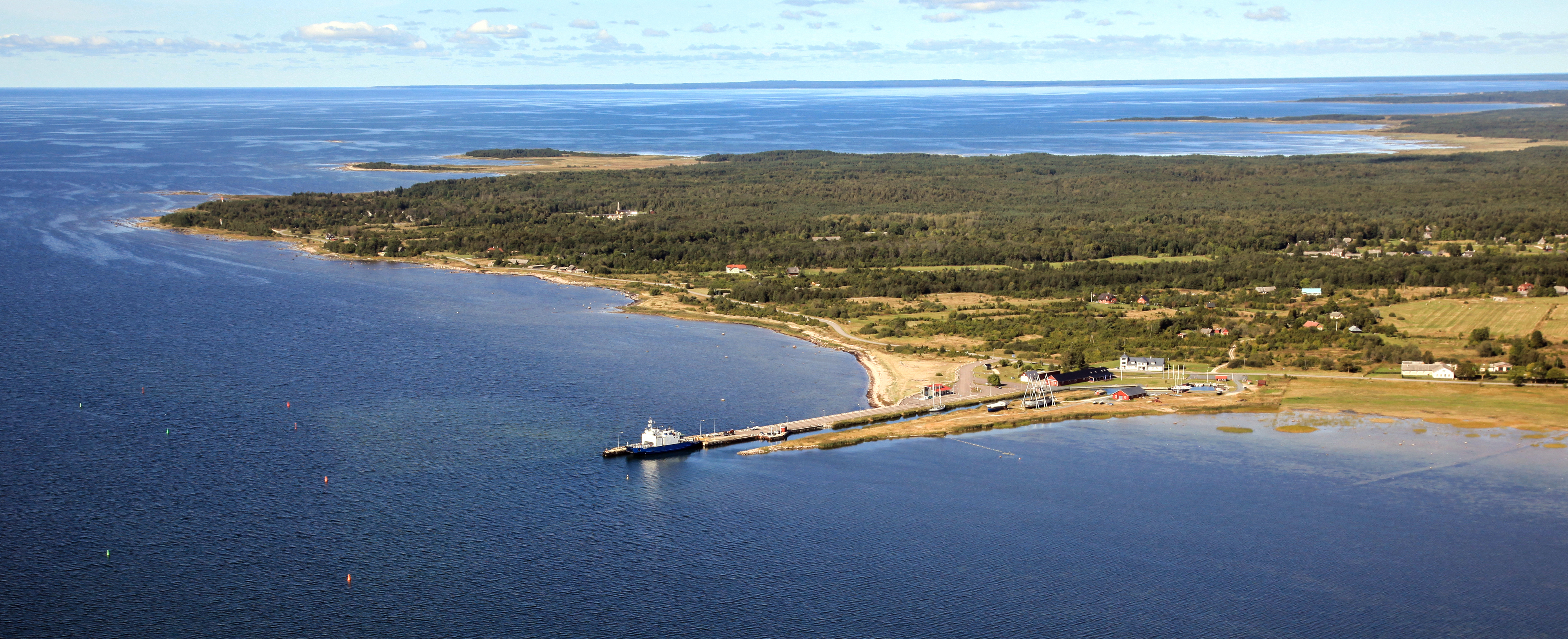
De haven van Sõru vanuit de lucht
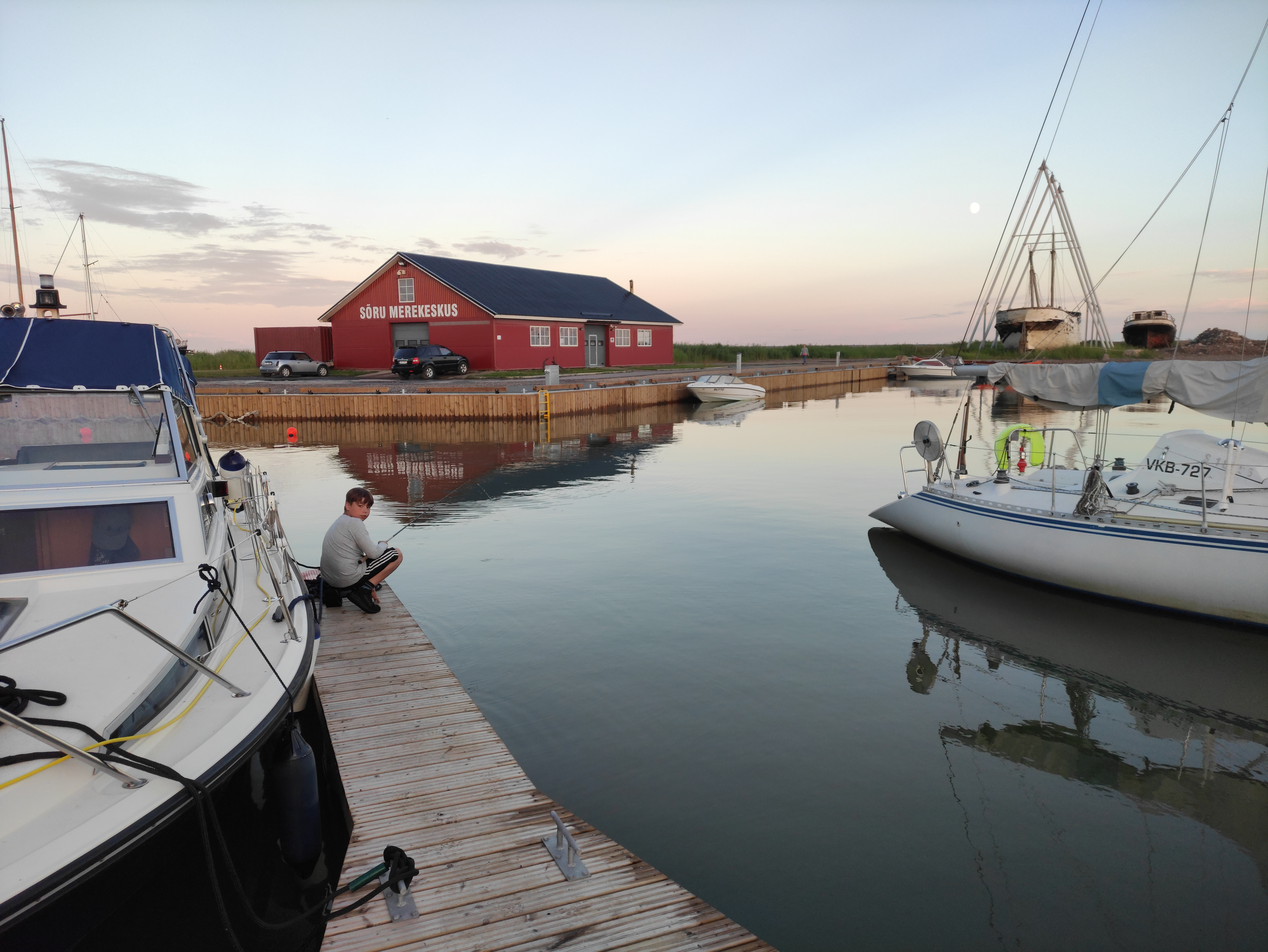
De haven
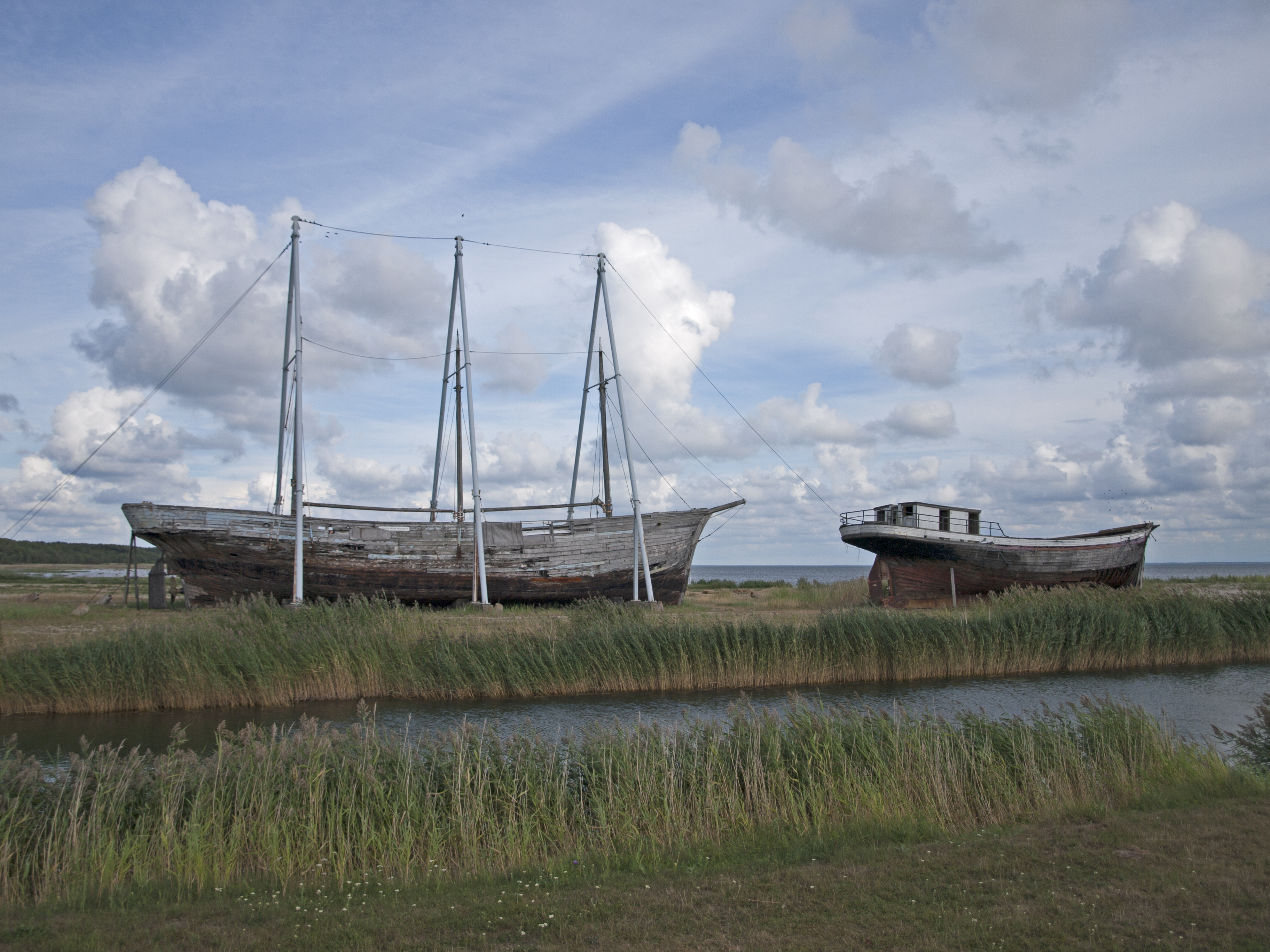
Twee schepen die gerestaureerd moeten worden. Links de driemaster Alar, rechts de Anna
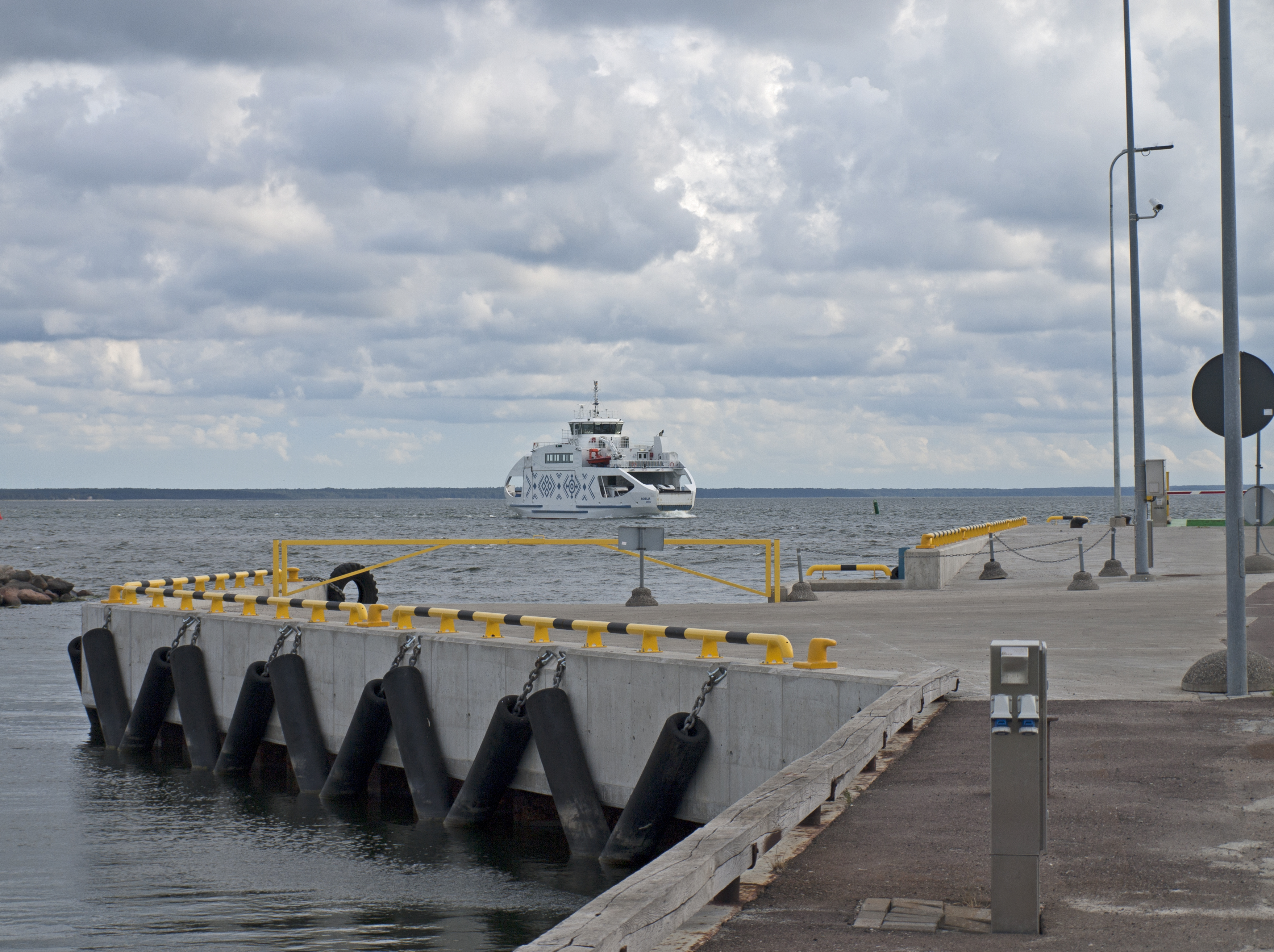
De veerboot naar Saaremaa
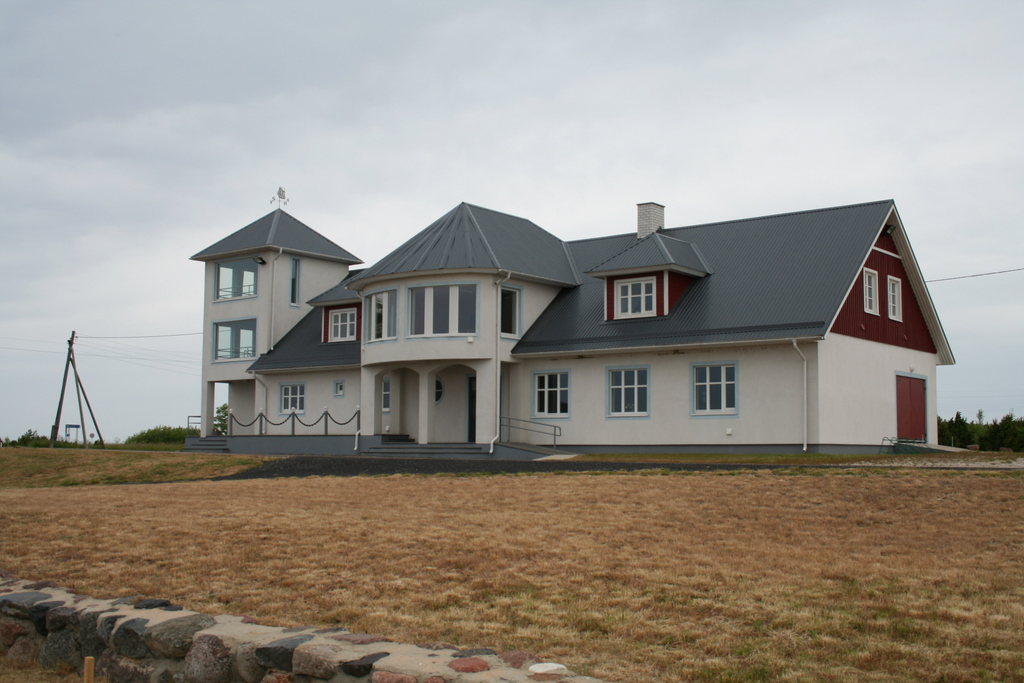
Het museum